# Abtei Saint-Jean de Sorde

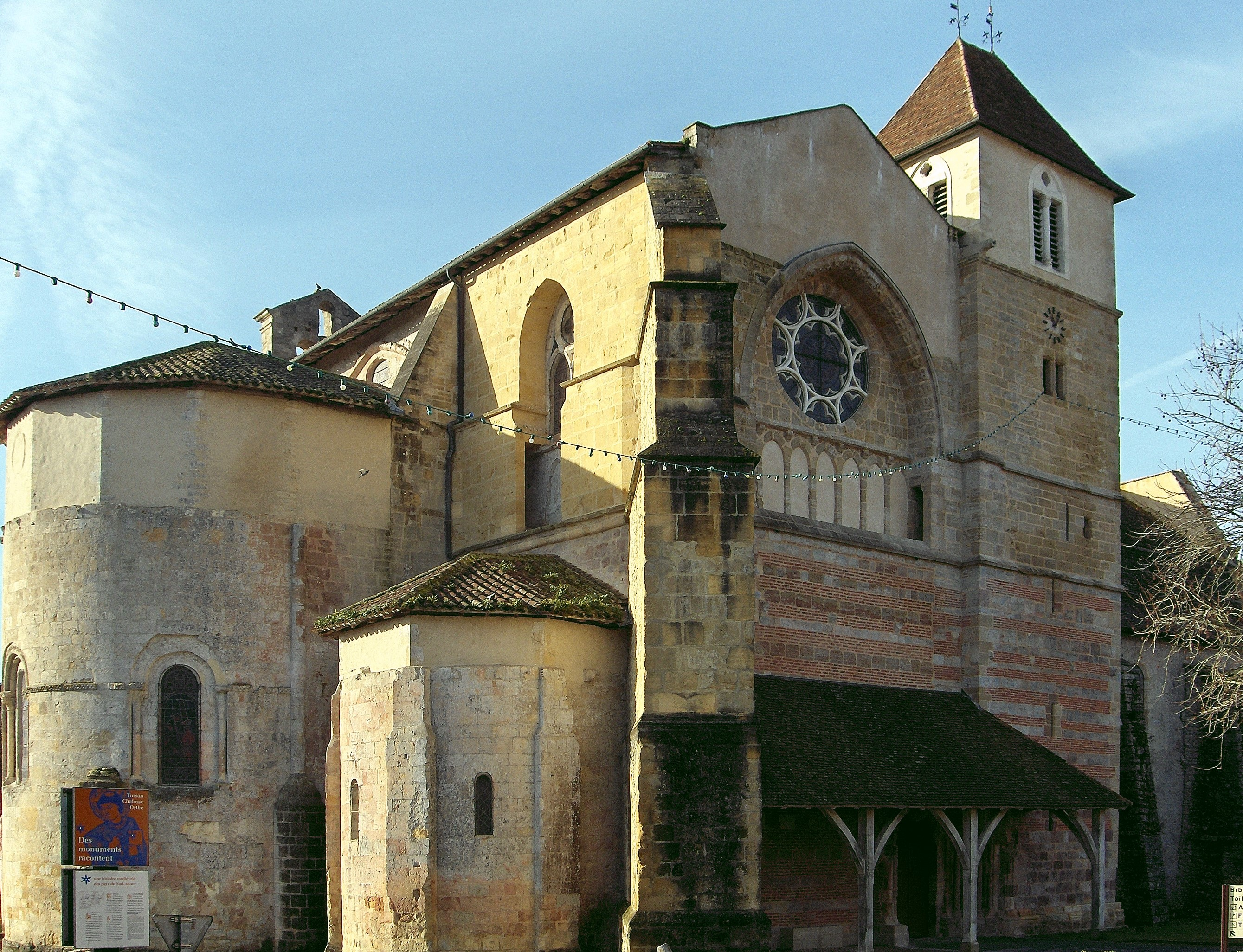
Klosterkirche Saint-Jean de Sorde

Die Abtei Saint-Jean de Sorde ist eine vor 960 gegründete benediktinische Abtei in der heute französischen Gemeinde Sorde-l’Abbaye im Département Landes.
Seit 1998 ist die Abtei als Teil des Weltkulturerbes der UNESCO „Wege der Jakobspilger in Frankreich“ ausgezeichnet.

## Beschreibung
Die vollständig erhaltene Abtei aus dem 10. Jahrhundert in dem kleinen Ort Sorde, von Mauern und den Häusern des Dorfes umgeben, ist aus einer antiken Wehranlage entstanden. 1290 stellten die Gemeinherren, der Abt von Sorde und Eustache de Beaumarchais, Seneschall von Toulouse, den Ort und seine Besitzungen angesichts der Bedrohung durch den englischen König, unter den Schutz des Königs von Frankreich. Daraufhin wurde die Abtei mit Mauern umgeben. Aus dieser Zeit sind nur wenige Gebäude erhalten. Die Apsis der Kirche mit ihren beiden Chorkapellen geht auf das 12. Jahrhundert zurück, der Glockenturm stammt aus dem 10. Jahrhundert.

## Geschichte
Der Ort nahe am Zusammenfluss des Gave de Pau und des Gave d’Oloron ist nahezu ideal gelegen, auf reichem Schwemmland und mit der Möglichkeit, Lachse im Überfluss zu fischen. In gallisch-römischer Zeit stand dort eine Villa rustica, an deren Ort die benediktinischen Mönche des Mittelalters ihr Kloster errichten konnten. Sie sollte eine wichtige Etappe auf der Via Turonensis, einem französischen Abschnitt des Jakobsweges nach Santiago de Compostela werden.

### Römische Überreste
Das Gebiet wird von einer alten Nord-Süd-Verbindung durchquert, die in römischer Zeit zur Straße von Bordeaux nach Astorga in der spanischen Provinz Léon werden sollte, und im Mittelalter zur Pilgerstraße. Daraus resultiert die fast ununterbrochene Besiedlung seit prähistorischen Zeiten.
Seit dem Ende des 19. Jahrhunderts war das Vorhandensein einer römischen Villa am Ort der späteren Abtei bekannt. Die Entdeckung eines Mosaiks 1957 im Hof der Residenz des Abtes löste weitere Ausgrabungen aus. Zwischen 1958 und 1966 entdeckte der Archäologe J. Lauffay ausgedehnte Bebauungsreste aus dem dritten und vierten Jahrhundert, die teilweise noch bis ins Mittelalter benutzt worden waren und auf deren Grundmauern im 16. Jahrhundert die Residenz des Abtes errichtet wurde. Die Ausgrabungen im Untergrund dieses Hauses brachten römische Thermen zu Tage, mit caldarium, tepidarium und frigidarium (Heißbaderaum, gemäßigter und Kaltbaderaum), beheizt mit einem Hypokaustum (Heißluft-Fußbodenheizung) und einem mit Mosaiken verzierten Boden. Entdeckt wurden auch Überreste eines von Galerien und Wohngebäuden umgebenen Atrium. Die übrigen Anlagen der Villa befinden sich unter den Klostergebäuden und der Kirche; diese wurden nicht ergraben. Sie können jedoch einige Unregelmäßigkeiten in der Anlage der Abtei erklären, unter anderem die Verschiebung des nördlichen Querschiffs der Kirche, die von den römischen Bauten erzwungen wurde.
Eine zweite Villa existiert weiter östlich im Dorf Barat-de-Vin.

### Die Abtei
Die erste urkundliche Erwähnung der Abtei ist ein Stiftungsbrief aus dem Jahr 975, die Liste der Äbte in der Chronik Gallia Christiana setzt jedoch erst mit dem Jahr 1060 ein. Im Mittelalter prosperierte die Abtei. Für Pilger war sie ein Hafen des Friedens zwischen den gefährlichen Übergängen über die zwei wilden Flüsse. Im um 1139 entstandenen Jakobsbuch empfiehlt dessen Autor, Aimeric Picaud, den Fährleuten zu misstrauen und ihre Pferde lieber am Halfter durch das Wasser zu führen, denn die Kähne seien für diese oft viel zu klein.
Bei jedem Fährunglück raubten die Schiffer die Ertrunkenen aus. Diese Situation verbesserte sich erst 1289, als eine Mautbrücke errichtet wurde. Seit dieser Zeit erlitt die Abtei zahlreiche Zerstörungen, besonders in den Jahren 1523 durch die Spanier unter dem Grafen von Orange und später 1569/70 während der Hugenottenkriege durch die Truppen von Gabriel de Lorges.
Die Abtei wurde durch die Kongregation von Saint-Maur im 17. Jahrhundert wieder aufgebaut und überdauerte bis in die Zeit der französischen Revolution, als sie endgültig zerstört wurde.

## Architektur

### Benediktinischer Grundriss
Dieser Kirchengrundriss richtet sich in starkem Maße nach den Bedürfnissen der Liturgie – die Kirche soll funktionell sein. Ein großer Chor und der mittlere Teil des Querschiffes erlauben es, dort die gesamte Gemeinschaft zu versammeln, im Langhaus finden Pilger und die örtliche Bevölkerung Platz. Der Altar steht im Chorraum. Auf beiden Seiten des Chores sind Kapellen angebaut. Die Seitenschiffe und die äußeren Bereiche des Querschiffes sind so eingerichtet, dass dort Prozessionen und der Vorbeizug der Pilger an den Reliquienschreinen organisiert werden können. Zudem symbolisiert die Kreuzform der Kirche einerseits das Sterben Jesu Christi, andererseits die menschliche Gestalt: die Querschiffe als ausgestreckte Arme, das Herz unter der Vierung, der Kopf nach Osten zeigend, zur aufgehenden Sonne, die die Dunkelheit der Nacht vertreibt.
Die auffälligen Asymmetrien sind zweifellos durch die römischen Grundmauern begründet, auf denen die mittelalterliche Kirche großenteils in romanischem Stil errichtet und mit den gotischen Kreuzrippengewölben der Seitenschiffe vollendet wurde. Deren Gewölberippen sind aus Backstein. Das Innere der Kirche ist durch Restaurierungen stark entstellt worden, jedoch bemerkenswerte Einrichtungsteile haben sich erhalten. Weite Teile des Baus haben ihren romanischen Charakter verloren. Nur der in zwei Bauabschnitten errichtete Chor stammt zur Gänze aus dieser Epoche. Das nördliche Portal ist nur um weniges jünger, es stammt aus dem 12. Jahrhundert.

### Die Kirche
Die südliche Apsiskapelle aus dem 11. Jahrhundert ist der älteste Teil der Kirche. Bemerkenswert ist die Außenansicht, nicht nur, weil das südliche Querschiff mit seinem gotischen Giebel den Eindruck einer zweiten, im rechten Winkel angebauten Kirche erweckt, sondern auch wegen der rosa Färbung der für den Chor verwendeten Steine. Im Inneren kann man hinter dem Hochaltar ein umfangreiches Bodenmosaik aus dem 11. Jahrhundert bewundern. Das zentrale Feld mit Darstellungen von Vögeln und Jagdszenen greift Motive der maurischen Kunst des Mittelalters auf.
- Der Hochaltar, in Form eines Grabmals, wurde 1784 in der Werkstatt der Gebrüder Mazetti geschaffen und besteht aus sechs verschieden gefärbten Sorten Marmor. Es ist ein ausgewogenes Spätwerk.
- Das Chorgestühl der Mönche stammt aus dem letzten Viertel des 18. Jahrhunderts. Im 19. Jahrhundert wurde es zerlegt und im gesamten Kirchenraum verteilt.
- Eine Gruppe von drei niedrigen schmiedeeisernen Gittern aus dem letzten Viertel des 18. Jahrhunderts dient als Altar
- Eine schmiedeeiserne Kredenz (ein Beistelltisch für Kultgegenstände) aus der gleichen Zeit
- Eine Statue der Jungfrau mit dem Kind aus Holz, ursprünglich aus dem 18. Jahrhundert, jedoch mit einer farbigen Bemalung aus jüngerer Zeit
- Das Grabmal des Abtes Vincent de Caste aus weißem Marmor. 1679 schloss er das Kloster der Mauristen-Kongregation an. Vermutlich ist er auch Autor der 1677 entstandenen Chronik des Klosters.
- Die Kanzel aus dem 19. Jahrhundert aus Eiche im neogotischen Stil.
- Ein steinerner Sarkophag ohne Deckel wurde 1960 bei Ausgrabungen entdeckt, er ist vor dem nördlichen Portal ausgestellt.
- Die Sakristei besitzt Eichenholz-Möbel aus dem letzten Viertel des 18. Jahrhunderts: Einbauschränke, Tür und Kamin sind durch eine hohe Wandtäfelung miteinander verbunden

### Die Residenz des Abtes
Das Gebäude wird von einem vieleckigen Treppenturm flankiert und wurde auf den Ruinen einer römischen Therme aus dem 3. und 4. Jahrhundert errichtet. Von einer Aussichtsplattform im Inneren kann man das Heizungssystem und Fragmente von Bodenmosaiken betrachten.

### Das benediktinische Kloster
Von den übrigen Gebäuden des Klosters, die in den Hugenottenkriegen zerstört, dann im 18. Jahrhundert wieder aufgebaut wurden, ist nichts außer einigen mit Pflanzen überwucherten Mauern erhalten geblieben. Von der Terrasse hat man einen schönen Ausblick auf den Gave d’Oloron.

### Ein steinernes Evangelium
Der Figurenschmuck ergänzte die Predigten, in denen Bilder und Allegorien verwendet wurden, um der Bevölkerung das Evangelium nahezubringen. In diesen steinernen Evangelien erfuhren die des Lesens unkundigen Gläubigen vom Alten Testament und dem Leben Jesu.
Trotz der Überarbeitung der Bemalungen im 19. Jahrhundert schmücken noch einige originale Figuren aus dem 12. Jahrhundert die zu den Chorkapellen führenden Bögen. Es handelt sich um einige hölzerne Friese und insbesondere vier stark restaurierte Kapitelle. Der größte Teil der dargestellten Köpfe sind aus Gips. Trotz der Veränderungen erinnert ihr Stil an die Kapitell-Figuren mit der Enthauptung Johannes des Täufers in der Abtei Saint-Sever.
In der nördlichen Chorkapelle sind auf gegenüber liegenden Seiten die Passion und der Triumph Christi dargestellt. Auf der Nordseite sieht man seine Gefangennahme, mit gebundenen Händen und von Soldaten gehalten, steht er neben Judas und weiteren Soldaten. Auf Höhe des Abakus, mit Palmzweigen verziert, erklärt eine Inschrift die Szene. Auf der Südseite wird sein Sieg durch eine Darstellung von Daniel in der Löwengrube, der das heilige Buch segnet, bebildert. Auch hier findet sich oben ein erklärender Text, neben einem umgedrehten Kopf, der Rankenwerk ausspeit.
Die Kapitelle der südlichen Chorkapelle zeigen Szenen aus der Kindheit Jesu. Auf der Südseite sitzt Maria zwischen Engeln auf einem Thron und hält das Jesuskind. Der Abakus ist mit Rankenwerk verziert. Die Nordseite zeigt die Darstellung im Tempel: Maria präsentiert das gewickelte Jesuskind dem knienden greisen Simeon, wobei zwei Engel sie zueinander führen. Tauben erinnern an die im Tempel dargebrachte Opfergabe. Der Abakus ist mit Masken verziert, die Rankenwerk ausspucken.

### Die Mosaiken
Die Kunst des Mittelalters gestaltete das Innere und manchmal auch das Äußere von Kirchen farbig: Mosaikböden, Wandgemälde und bunte Fenster. Besonders Mosaiken wurden häufig in der romanischen Kunst verwendet, wie zuvor in der römischen und byzantinischen.
Die hinter dem Hochaltar verlegten Mosaiken stammen vom Ende des 11. und dem Beginn des 12. Jahrhunderts. Wie in Saint-Sever bedecken sie den gesamten Boden der Apsis. Sie müssen im 17. Jahrhundert überdeckt worden sein und wurden bei Reparaturarbeiten 1869 wiederentdeckt.
Die Mosaiken bestehen aus acht Feldern von unterschiedlichem Erhaltungszustand. Fünf von ihnen zeigen verschiedene Ausführungen von Ranken- und Blattwerk (Bärenklau und Wein) oder im Kreis angeordnete Blumen. Auf einem Feld ist ein rechteckiges Flechtwerk von Tressen umgeben. Ein weiteres ist als große geometrische Rosette ausgeführt, zusammengesetzt aus Kreisen und Halbkreisen, die vier Flächen umschließen, in denen Tiergruppen dargestellt sind: zwei Paare von Katzen, Rücken an Rücken mit verschlungenen Schwänzen, ein Paar Adler mit ausgebreiteten Schwingen und ein Hund, der einen Hasen verfolgt.
Es ist wahrscheinlich, dass die Mosaiken in Sorde von derselben Werkstatt ausgeführt wurden wie diejenigen in Saint-Sever. Technik und Komposition sind identisch, und die Darstellungen orientieren sich beide an antiken Vorbildern. Vergleichbares gibt es in Lescar, Moissac und Layrac.

## Nachweis
- Schautafeln in der Abtei Saint-Jean de Sorde